# Leichtathletik-Weltmeisterschaften 1991/4 × 100 m der Männer

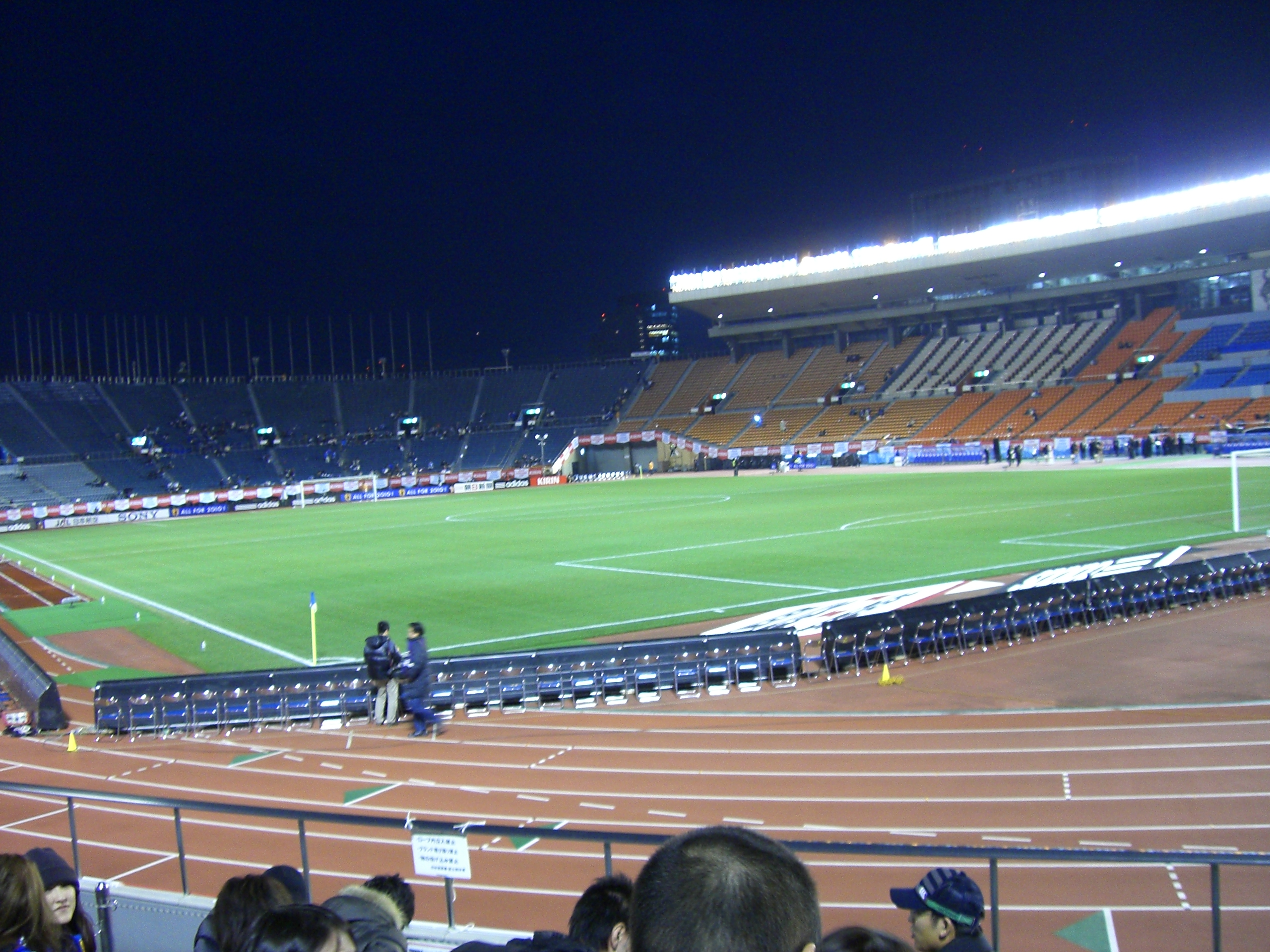
Das Olympiastadion in Tokio im Jahr 2008

Die 4-mal-100-Meter-Staffel der Männer bei den Leichtathletik-Weltmeisterschaften 1991 am 31. August und 1. September 1991 im Olympiastadion der japanischen Hauptstadt Tokio ausgetragen.
Weltmeister wurde die USA in der Besetzung Andre Cason, Leroy Burrell, Dennis Mitchell und Carl Lewis (Finale) sowie dem im Vorlauf außerdem eingesetzten Michael Marsh. Im Finale stellte die Staffel einen neuen Weltrekord auf.
Den zweiten Platz belegte Frankreich mit Max Morinière, Daniel Sangouma, Jean-Charles Trouabal und Bruno Marie-Rose.
Bronze ging an Großbritannien (Tony Jarrett, John Regis, Darren Braithwaite, Linford Christie).
Auch der nur im Vorlauf eingesetzte Läufer der US-Staffel erhielt eine Goldmedaille. Der Weltrekord dagegen stand nur den im Finale tatsächlich beteiligten Athleten zu.

## Rekorde

### Bestehende Rekorde
| Weltrekord | 37,67 s | USA (Michael Marsh, Leroy Burrell, Dennis Mitchell, Carl Lewis) | Zürich, Schweiz               | 7. August 1991  |
| WM-Rekord  | 37,86 s | USA (Emmit King, Willie Gault, Calvin Smith, Carl Lewis)        | WM 1983 in Helsinki, Finnland | 10. August 1983 |

### Rekordverbesserung
Die siegreiche US-Staffel verbesserte den bestehenden Weltmeisterschaftsrekord zweimal:
- 37,75 s – USA (Andre Cason, Leroy Burrell, Dennis Mitchell, Michael Marsh), 2. Vorlauf am 31. August
- 37,50 s – USA (Andre Cason, Leroy Burrell, Dennis Mitchell, Carl Lewis), Finale am 1. September

Die Siegerzeit im Finale stellte gleichzeitig einen neuen Weltrekord dar.
Außerdem stellte das im Finale viertplatzierte Team aus Nigeria in der Besetzung George Ogbeide, Olapade Adeniken, Victor Omagbemi und Davidson Ezinwa mit 38,43 s einen neuen Afrikarekord auf.

## Vorrunde
31. August 1991, 18:40 Uhr
Die Vorrunde wurde in zwei Läufen durchgeführt. Die ersten drei Staffeln pro Lauf – hellblau unterlegt – sowie die darüber hinaus beiden zeitschnellsten Teams – hellgrün unterlegt – qualifizierten sich für das Finale.

### Vorlauf 1
| Platz | Staffel        | Besetzung                                                            | Zeit (s) |
| ----- | -------------- | -------------------------------------------------------------------- | -------- |
| 1     | Frankreich     | Max Morinière Daniel Sangouma Jean-Charles Trouabal Bruno Marie-Rose | 38,29    |
| 2     | Großbritannien | Tony Jarrett John Regis Darren Braithwaite Linford Christie          | 38,36    |
| 3     | Jamaika        | Michael Green Raymond Stewart Wayne Watson (Vorlauf) John Mair       | 38,45    |
| 4     | Italien        | Mario Longo Ezio Madonia Sandro Floris Stefano Tilli                 | 38,74    |
| 5     | Polen          | Jacek Marlicki Robert Maćkowiak Marek Zalewski Jarosław Kaniecki     | 39,08    |
| 6     | Spanien        | Luis Rodríguez Miguel Gómez Juan Jesús Trapero Enrique Talavera      | 39,52    |
| 7     | Mexiko         | Genaro Rojas Eduardo Nava Hermán Adam Jaime López                    | 39,89    |
| DSQ   | Deutschland    | Wolfgang Haupt Steffen Bringmann Steffen Görmer Florian Schwarthoff  |          |

### Vorlauf 2
| Platz | Staffel     | Besetzung                                                              | Zeit (s) |
| ----- | ----------- | ---------------------------------------------------------------------- | -------- |
| 1     | USA         | Andre Cason Leroy Burrell Dennis Mitchell Michael Marsh                | 37,75 CR |
| 2     | Nigeria     | George Ogbeide Olapade Adeniken Victor Omagbemi Davidson Ezinwa        | 38,44    |
| 3     | Sowjetunion | Wiktor Bryshin Alexander Sokolow Oleg Kramarenko Witali Sawin          | 38,64    |
| 4     | Kanada      | Peter Ogilvie Atlee Mahorn (Vorlauf) Ben Johnson Bruny Surin (Vorlauf) | 38,76    |
| 5     | Kuba        | Joel Lamela Leandro Peñalver Félix Stevens Jorge Aguilera              | 39,15    |
| 6     | Japan       | Satoru Inoue Tatsuo Sugimoto Yoshiyuki Okuyama Tetsuya Yamashita       | 39,19    |
| 7     | Ghana       | John Myles-Mills Eric Akogyiram Salaam Gariba Emmanuel Tuffour         | 39,55    |
| 8     | Österreich  | Gernot Kellermayr Thomas Renner Franz Ratzenberger Herwig Röttl        | 39,85    |

## Finale
1. September 1991, 16:50 Uhr
| Platz | Staffel        | Besetzung | Zeit (s) |
| ----- | -------------- | --- | -------- |
| 1     | USA            | Andre Cason Leroy Burrell Dennis Mitchell Carl Lewis (Finale) im Vorlauf außerdem: Michael Marsh                     | 37,50 WR |
| 2     | Frankreich     | Max Morinière Daniel Sangouma Jean-Charles Trouabal Bruno Marie-Rose                                                 | 37,87    |
| 3     | Großbritannien | Tony Jarrett John Regis Darren Braithwaite Linford Christie                                                          | 38,09    |
| 4     | Nigeria        | George Ogbeide Olapade Adeniken Victor Omagbemi Davidson Ezinwa                                                      | 38,43 AF |
| 5     | Italien        | Mario Longo Ezio Madonia Sandro Floris Stefano Tilli                                                                 | 38,52    |
| 6     | Jamaika        | Dennis Mowatt (Finale) Raymond Stewart Michael Green John Mair im Vorlauf außerdem: Wayne Watson                     | 38,67    |
| 7     | Sowjetunion    | Wiktor Bryshin Alexander Sokolow Oleg Kramarenko Witali Sawin                                                        | 38,68    |
| 8     | Kanada         | Ben Johnson Mike Dwyer (Finale) Cyprian Enweani (Finale) Peter Ogilvie im Vorlauf außerdem: Atlee Mahorn Bruny Surin | 39,51    |

## Video
- Men's 4x100m Relay Final World Champs in Tokyo 1991 auf youtube.com, abgerufen am 15. April 2020